# Гай Меммій (квестор)
Гай Меммій (*Caius Memmius, д/н — 75 до н. е.) — військовий та політичний діяч часів Римської республіки.

## Життєпис
Походив із заможного плебейського роду Мемміїв. Син Гая Меммія. Про молоді роки відсутні відомості. Був прихильником Луція Корнелія сулли. Одружився з донькою відомого військовика Гнея Помпея Страбона перед смертю останнього або у 85-4 роках до н. е.
Під час війни з маріанцями у 83-81 роках до н. е. діяв разом зі своїм шварґом Гнеєм Помпеєм спочатку у Піцені, потім на Сицилій. Коли останній 81 року до н. е. рушив до Африки, то залишив Меммія керувати Сицилію зі статусом пропретора.
У 76 році до н. е. обирається квестором. Того ж року разом з Помпеєм Магном рушив до Іспанії, де очолив повстання Квінт Серторій. Близько 75 року до н. е. у битві при Сагунті Гай Меммій загинув.